# Pseudosteineria coronata
Pseudosteineria coronata is een rondwormensoort uit de familie van de Xyalidae.